# Little Mix/Diskografie
Diese Diskografie ist eine Übersicht über die musikalischen Werke der britischen Girlgroup Little Mix. Den Quellenangaben zufolge verkaufte sie bisher mehr als 50 Millionen Tonträger, davon alleine in ihrer Heimat über 29,2 Millionen. Ihre erfolgreichste Veröffentlichung ist die Single Shout Out to My Ex mit über 3,4 Millionen verkauften Einheiten.

## Alben

### Studioalben
| Jahr | Titel Musiklabel             | Höchstplatzierung, Gesamtwochen, AuszeichnungChartplatzierungen (Jahr, Titel, Musiklabel, Platzierungen, Wochen, Auszeichnungen, Anmerkungen) | Höchstplatzierung, Gesamtwochen, AuszeichnungChartplatzierungen (Jahr, Titel, Musiklabel, Platzierungen, Wochen, Auszeichnungen, Anmerkungen) | Höchstplatzierung, Gesamtwochen, AuszeichnungChartplatzierungen (Jahr, Titel, Musiklabel, Platzierungen, Wochen, Auszeichnungen, Anmerkungen) | Höchstplatzierung, Gesamtwochen, AuszeichnungChartplatzierungen (Jahr, Titel, Musiklabel, Platzierungen, Wochen, Auszeichnungen, Anmerkungen) | Höchstplatzierung, Gesamtwochen, AuszeichnungChartplatzierungen (Jahr, Titel, Musiklabel, Platzierungen, Wochen, Auszeichnungen, Anmerkungen) | Anmerkungen                                                   |
| Jahr | Titel Musiklabel             | DE | AT | CH | UK | US | Anmerkungen                                                   |
| ---- | ---------------------------- | --- | --- | --- | --- | --- | ------------------------------------------------------------- |
| 2012 | DNA Syco Music (Sony)        | — | — | CH86 (1 Wo.)CH | UK3 Platin · (36 Wo.)UK | US4 (11 Wo.)US | Erstveröffentlichung: 16. November 2012 Verkäufe: + 518.000   |
| 2013 | Salute Syco Music (Sony)     | DE90 (1 Wo.)DE | — | CH53 (1 Wo.)CH | UK4 Platin · (40 Wo.)UK | US6 (7 Wo.)US | Erstveröffentlichung: 8. November 2013 Verkäufe: + 451.500    |
| 2015 | Get Weird Syco Music (Sony)  | DE29 (1 Wo.)DE | AT16 (1 Wo.)AT | CH18 (1 Wo.)CH | UK2 ×3Dreifachplatin · (97 Wo.)UK | US13 (2 Wo.)US | Erstveröffentlichung: 6. November 2015 Verkäufe: + 1.079.000  |
| 2016 | Glory Days Syco Music (Sony) | DE27 (2 Wo.)DE | AT24 (1 Wo.)AT | CH22 Gold · (2 Wo.)CH | UK1 ×4Vierfachplatin · (173 Wo.)UK | US25 (4 Wo.)US | Erstveröffentlichung: 18. November 2016 Verkäufe: + 1.450.000 |
| 2018 | LM5 Syco Music (Sony)        | DE22 (2 Wo.)DE | AT21 (1 Wo.)AT | CH22 (1 Wo.)CH | UK3 Platin · (39 Wo.)UK | US40 (2 Wo.)US | Erstveröffentlichung: 16. November 2018 Verkäufe: + 373.500   |
| 2020 | Confetti RCA Records (Sony)  | DE18 (1 Wo.)DE | AT10 (2 Wo.)AT | CH18 (2 Wo.)CH | UK2 Platin · (45 Wo.)UK | US85 (1 Wo.)US | Erstveröffentlichung: 6. November 2020 Verkäufe: + 320.000    |

### Kompilationen
| Jahr | Titel Musiklabel              | Höchstplatzierung, Gesamtwochen, AuszeichnungChartplatzierungen (Jahr, Titel, Musiklabel, Platzierungen, Wochen, Auszeichnungen, Anmerkungen) | Höchstplatzierung, Gesamtwochen, AuszeichnungChartplatzierungen (Jahr, Titel, Musiklabel, Platzierungen, Wochen, Auszeichnungen, Anmerkungen) | Höchstplatzierung, Gesamtwochen, AuszeichnungChartplatzierungen (Jahr, Titel, Musiklabel, Platzierungen, Wochen, Auszeichnungen, Anmerkungen) | Höchstplatzierung, Gesamtwochen, AuszeichnungChartplatzierungen (Jahr, Titel, Musiklabel, Platzierungen, Wochen, Auszeichnungen, Anmerkungen) | Höchstplatzierung, Gesamtwochen, AuszeichnungChartplatzierungen (Jahr, Titel, Musiklabel, Platzierungen, Wochen, Auszeichnungen, Anmerkungen) | Anmerkungen                                                 |
| Jahr | Titel Musiklabel              | DE | AT | CH | UK | US | Anmerkungen                                                 |
| ---- | ----------------------------- | --- | --- | --- | --- | --- | ----------------------------------------------------------- |
| 2021 | Between Us RCA Records (Sony) | DE21 (1 Wo.)DE | AT36 (1 Wo.)AT | CH43 Platin · (1 Wo.)CH | UK3 ×2Doppelplatin · (… Wo.)UK | US182 (1 Wo.)US | Erstveröffentlichung: 12. November 2021 Verkäufe: + 775.000 |

## Singles

### Als Leadmusikerinnen
| Jahr | Titel Album                                           | Höchstplatzierung, Gesamtwochen, AuszeichnungChartplatzierungen (Jahr, Titel, Album, Platzierungen, Wochen, Auszeichnungen, Anmerkungen) | Höchstplatzierung, Gesamtwochen, AuszeichnungChartplatzierungen (Jahr, Titel, Album, Platzierungen, Wochen, Auszeichnungen, Anmerkungen) | Höchstplatzierung, Gesamtwochen, AuszeichnungChartplatzierungen (Jahr, Titel, Album, Platzierungen, Wochen, Auszeichnungen, Anmerkungen) | Höchstplatzierung, Gesamtwochen, AuszeichnungChartplatzierungen (Jahr, Titel, Album, Platzierungen, Wochen, Auszeichnungen, Anmerkungen) | Höchstplatzierung, Gesamtwochen, AuszeichnungChartplatzierungen (Jahr, Titel, Album, Platzierungen, Wochen, Auszeichnungen, Anmerkungen) | Anmerkungen                                                                           |
| Jahr | Titel Album                                           | DE | AT | CH | UK | US | Anmerkungen                                                                           |
| --- | ----------------------------------------------------- | --- | --- | --- | --- | --- | ------------------------------------------------------------------------------------- |
| 2011 | Cannonball –                                          | — | — | — | UK1 Gold · (8 Wo.)UK | — | Erstveröffentlichung: 11. Dezember 2011 Verkäufe: + 561.000                           |
| 2012 | Wings DNA                                             | — | — | — | UK1 Platin · (25 Wo.)UK | US79 Gold · (9 Wo.)US | Erstveröffentlichung: 24. August 2012 Verkäufe: + 1.794.000                           |
| 2012 | DNA                                                   | — | — | — | UK3 Gold · (13 Wo.)UK | — | Erstveröffentlichung: 1. Oktober 2012 Verkäufe: + 518.000                             |
| 2013 | Change Your Life DNA                                  | — | — | — | UK12 Silber · (9 Wo.)UK | — | Erstveröffentlichung: 15. Februar 2013 Verkäufe: + 347.500                            |
| 2013 | How Ya Doin’? DNA                                     | — | — | — | UK16 (10 Wo.)UK | — | Erstveröffentlichung: 15. April 2013 Verkäufe: + 235.000; feat. Missy Elliott         |
| 2013 | Move Salute                                           | — | — | — | UK3 Platin · (20 Wo.)UK | — | Erstveröffentlichung: 3. November 2013 Verkäufe: + 813.500                            |
| 2013 | Little Me Salute                                      | — | — | — | UK14 Silber · (13 Wo.)UK | — | Erstveröffentlichung: 30. Dezember 2013 Verkäufe: + 314.000                           |
| 2014 | Word Up! –                                            | — | AT65 (1 Wo.)AT | — | UK6 (6 Wo.)UK | — | Erstveröffentlichung: 16. März 2014 Verkäufe: + 30.000                                |
| 2014 | Salute                                                | — | — | — | UK6 Platin · (15 Wo.)UK | — | Erstveröffentlichung: 2. Mai 2014 Verkäufe: + 660.000                                 |
| 2015 | Black Magic Get Weird                                 | — | AT73 (1 Wo.)AT | — | UK1 ×4Vierfachplatin · (41 Wo.)UK | US67 Gold · (8 Wo.)US | Erstveröffentlichung: 21. Mai 2015 Verkäufe: + 3.690.000                              |
| 2015 | Love Me Like You Get Weird                            | — | — | — | UK11 Platin · (24 Wo.)UK | — | Erstveröffentlichung: 25. September 2015 Verkäufe: + 941.000                          |
| 2016 | Secret Love Song Get Weird                            | — | — | — | UK6 ×3Dreifachplatin · (25 Wo.)UK | — | Erstveröffentlichung: 3. Februar 2016 Verkäufe: + 2.175.000; feat. Jason Derulo       |
| 2016 | Hair Get Weird                                        | — | — | — | UK11 Platin · (24 Wo.)UK | — | Erstveröffentlichung: 15. April 2016 Verkäufe: + 1.312.000                            |
| 2016 | Shout Out to My Ex Glory Days                         | DE52 Gold · (8 Wo.)DE | AT24 (8 Wo.)AT | CH49 Platin · (8 Wo.)CH | UK1 ×4Vierfachplatin · (35 Wo.)UK | US69 (3 Wo.)US | Erstveröffentlichung: 16. Oktober 2016 Verkäufe: + 3.465.000                          |
| 2016 | Touch Glory Days                                      | — | — | — | UK4 ×3Dreifachplatin · (35 Wo.)UK | — | Erstveröffentlichung: 9. Dezember 2016 Verkäufe: + 2.330.000                          |
| 2017 | No More Sad Songs Glory Days                          | — | — | — | UK15 Platin · (25 Wo.)UK | — | Erstveröffentlichung: 3. März 2017 Verkäufe: + 903.000; feat. Machine Gun Kelly       |
| 2017 | Power Glory Days                                      | DE— aDE | — | — | UK6 ×3Dreifachplatin · (32 Wo.)UK | — | Erstveröffentlichung: 26. Mai 2017 Verkäufe: + 2.105.000; feat. Stormzy               |
| 2017 | Reggaetón Lento (Remix) CNCO                          | DE96 (1 Wo.)DE | AT53 (1 Wo.)AT | CH18 Platin · (24 Wo.)CH | UK5 ×2Doppelplatin · (27 Wo.)UK | — | Erstveröffentlichung: 18. August 2017 Verkäufe: + 1.750.000; mit CNCO                 |
| 2018 | Only You –                                            | — | — | — | UK13 Platin · (15 Wo.)UK | — | Erstveröffentlichung: 22. Juni 2018 Verkäufe: + 695.000; mit Cheat Codes              |
| 2018 | Woman Like Me LM5                                     | DE53 (7 Wo.)DE | AT33 (7 Wo.)AT | CH31 Gold · (7 Wo.)CH | UK2 ×2Doppelplatin · (20 Wo.)UK | — | Erstveröffentlichung: 12. Oktober 2018 Verkäufe: + 1.635.000                          |
| 2018 | Strip LM5                                             | — | — | — | UK25 (2 Wo.)UK | — | Erstveröffentlichung: 16. November 2018 feat. Sharaya J                               |
| 2019 | Think About Us LM5                                    | — | — | — | UK22 Gold · (15 Wo.)UK | — | Erstveröffentlichung: 25. Januar 2019 Verkäufe: + 465.000; feat. Ty Dolla Sign        |
| 2019 | Bounce Back Confetti (Expanded Edition)               | — | — | — | UK10 Silber · (9 Wo.)UK | — | Erstveröffentlichung: 14. Juni 2019 Verkäufe: + 220.000                               |
| 2019 | One I’ve Been Missing Confetti (Expanded Edition)     | — | — | — | UK59 (2 Wo.)UK | — | Erstveröffentlichung: 22. November 2019                                               |
| 2020 | Break Up Song Confetti                                | — | — | CH29 (1 Wo.)CH | UK9 Platin · (18 Wo.)UK | — | Erstveröffentlichung: 27. März 2020 Verkäufe: + 620.000                               |
| 2020 | Holiday Confetti                                      | — | — | — | UK15 Gold · (18 Wo.)UK | — | Erstveröffentlichung: 24. Juli 2020 Verkäufe: + 420.000                               |
| 2020 | Not a Pop Song Confetti                               | — | — | — | UK49 (1 Wo.)UK | — | Erstveröffentlichung: 9. Oktober 2020                                                 |
| 2020 | Happiness Confetti                                    | — | — | — | UK43 (3 Wo.)UK | — | Erstveröffentlichung: 16. Oktober 2020                                                |
| 2020 | Sweet Melody Confetti                                 | DE— bDE | — | CH83 (1 Wo.)CH | UK1 Platin · (30 Wo.)UK | — | Erstveröffentlichung: 23. Oktober 2020 Verkäufe: + 881.000                            |
| 2020 | Confetti                                              | DE— cDE | — | — | UK9 Platin · (16 Wo.)UK | — | Erstveröffentlichung: 4. November 2020 Verkäufe: + 620.000; Remix feat. Saweetie      |
| 2020 | No Time for Tears Confetti (Expanded Edition)         | — | — | — | UK19 Gold · (14 Wo.)UK | — | Erstveröffentlichung: 27. November 2020 Verkäufe: + 400.000; mit Nathan Dawe          |
| 2021 | Heartbreak Anthem Between Us                          | DE57 (12 Wo.)DE | AT53 Gold · (5 Wo.)AT | CH51 (15 Wo.)CH | UK3 Platin · (29 Wo.)UK | US— GoldUS | Erstveröffentlichung: 20. Mai 2021 Verkäufe: + 1.975.000; mit Galantis & David Guetta |
| 2021 | Kiss My (Uh-Oh) Between Us • Therapy                  | DE— dDE | — | — | UK10 Platin · (19 Wo.)UK | — | Erstveröffentlichung: 23. Juli 2021 Verkäufe: + 600.000; mit Anne-Marie               |
| 2021 | Love (Sweet Love) Between Us                          | — | — | — | UK33 (7 Wo.)UK | — | Erstveröffentlichung: 3. September 2021                                               |
| 2021 | Between Us                                            | — | — | — | UK47 (2 Wo.)UK | — | Erstveröffentlichung: 5. November 2021                                                |
| 2021 | No Between Us                                         | — | — | — | UK35 (2 Wo.)UK | — | Erstveröffentlichung: 11. November 2021                                               |
| Folgende Lieder erschienen nicht als Single, wurden aber durch das Album zum Download und Streaming bereitgestellt und konnten somit eine Platzierung erlangen: |                                                       | | | | | |                                                                                       |
| |                                                       | | | | | |                                                                                       |
| 2013 | These Four Walls Salute                               | — | — | — | UK57 (1 Wo.)UK | — | Charteinstieg: 8. November 2013                                                       |
| 2015 | Weird People Get Weird                                | — | — | — | UK78 (1 Wo.)UK | — | Charteinstieg: 16. Oktober 2015                                                       |
| 2015 | Grown Get Weird                                       | — | — | — | UK72 (1 Wo.)UK | — | Charteinstieg: 30. Oktober 2015                                                       |
| 2016 | You Gotta Not Glory Days                              | — | — | — | UK61 Silber · (1 Wo.)UK | — | Charteinstieg: 27. Oktober 2016                                                       |
| 2016 | F.U. Glory Days                                       | — | — | — | UK82 (1 Wo.)UK | — | Charteinstieg: 4. November 2016                                                       |
| 2016 | Oops Glory Days                                       | — | — | — | UK41 Gold · (13 Wo.)UK | — | Charteinstieg: 18. November 2016 Verkäufe: + 405.000; feat. Charlie Puth              |
| 2017 | Is Your Love Enough? Glory Days: The Platinum Edition | — | — | — | UK47 Silber · (10 Wo.)UK | — | Charteinstieg: 24. November 2017 Verkäufe: + 200.000                                  |
| 2018 | Joan of Arc LM5                                       | — | — | — | UK61 (1 Wo.)UK | — | Charteinstieg: 2. November 2018 Verkäufe: + 20.000                                    |
| 2018 | Told You So LM5                                       | — | — | — | UK83 (1 Wo.)UK | — | Charteinstieg: 9. November 2018                                                       |
| 2018 | The Cure LM5                                          | — | — | — | UK49 (1 Wo.)UK | — | Charteinstieg: 16. November 2018                                                      |
| 2021 | Cut You Off Between Us                                | — | — | — | UK59 (1 Wo.)UK | — | Charteinstieg: 25. November 2021                                                      |

### Als Gastmusikerinnen
| Jahr | Titel Album         | Höchstplatzierung, Gesamtwochen, AuszeichnungChartplatzierungen (Jahr, Titel, Album, Platzierungen, Wochen, Auszeichnungen, Anmerkungen) | Höchstplatzierung, Gesamtwochen, AuszeichnungChartplatzierungen (Jahr, Titel, Album, Platzierungen, Wochen, Auszeichnungen, Anmerkungen) | Höchstplatzierung, Gesamtwochen, AuszeichnungChartplatzierungen (Jahr, Titel, Album, Platzierungen, Wochen, Auszeichnungen, Anmerkungen) | Höchstplatzierung, Gesamtwochen, AuszeichnungChartplatzierungen (Jahr, Titel, Album, Platzierungen, Wochen, Auszeichnungen, Anmerkungen) | Höchstplatzierung, Gesamtwochen, AuszeichnungChartplatzierungen (Jahr, Titel, Album, Platzierungen, Wochen, Auszeichnungen, Anmerkungen) | Anmerkungen                                                                                |
| Jahr | Titel Album         | DE | AT | CH | UK | US | Anmerkungen                                                                                |
| ---- | ------------------- | --- | --- | --- | --- | --- | ------------------------------------------------------------------------------------------ |
| 2011 | Wishing on a Star – | — | — | — | UK1 (4 Wo.)UK | — | Erstveröffentlichung: 27. November 2011 feat. X Factor Finalists 2011, JLS & One Direction |

## Statistik

### Chartauswertung
|                     | DE    | AT    | CH    | UK    | US    |
| ------------------- | ----- | ----- | ----- | ----- | ----- |
| Nummer-eins-Alben   | DE—DE | AT—AT | CH—CH | UK1UK | US—US |
| Top-10-Alben        | DE—DE | AT—AT | CH—CH | UK7UK | US2US |
| Alben in den Charts | DE6DE | AT5AT | CH6CH | UK7UK | US5US |

|                       | DE    | AT    | CH    | UK     | US    |
| --------------------- | ----- | ----- | ----- | ------ | ----- |
| Nummer-eins-Singles   | DE—DE | AT—AT | CH—CH | UK6UK  | US—US |
| Top-10-Singles        | DE—DE | AT—AT | CH—CH | UK20UK | US—US |
| Singles in den Charts | DE4DE | AT6AT | CH6CH | UK48UK | US3US |

### Auszeichnungen für Musikverkäufe
| Land/RegionAuszeichnungen für Musikverkäufe (Land/Region, Auszeichnungen, Verkäufe, Quellen) | Silber     | Gold       | Platin         | Diamant     | Verkäufe   | Quellen              |
| -------------------------------------------------------------------------------------------- | ---------- | ---------- | -------------- | ----------- | ---------- | -------------------- |
| Australien (ARIA)                                                                            | —          | 7× Gold7   | 18× Platin18   | —           | 1.505.000  | aria.com.au          |
| Belgien (BRMA)                                                                               | —          | 3× Gold3   | —              | —           | 45.000     | ultratop.be          |
| Brasilien (PMB)                                                                              | —          | 10× Gold10 | 25× Platin25   | 2× Diamant2 | 1.890.000  | pro-musicabr.org.br  |
| Dänemark (IFPI)                                                                              | —          | 7× Gold7   | 4× Platin4     | —           | 535.000    | ifpi.dk              |
| Deutschland (BVMI)                                                                           | —          | Gold1      | —              | —           | 200.000    | musikindustrie.de    |
| Frankreich (SNEP)                                                                            | —          | Gold1      | —              | —           | 100.000    | [ snepmusique.com]   |
| Irland (IRMA)                                                                                | —          | Gold1      | 8× Platin8     | —           | 127.500    | irishcharts.ie       |
| Italien (FIMI)                                                                               | —          | 4× Gold4   | —              | —           | 125.000    | fimi.it              |
| Kanada (MC)                                                                                  | —          | 3× Gold3   | 4× Platin4     | —           | 440.000    | musiccanada.com      |
| Mexiko (AMPROFON)                                                                            | —          | 7× Gold7   | 2× Platin2     | —           | 370.000    | amprofon.com.mx      |
| Neuseeland (RMNZ)                                                                            | —          | 7× Gold7   | 19× Platin19   | —           | 577.500    | radioscope.co.nz NZ2 |
| Niederlande (NVPI)                                                                           | —          | 2× Gold2   | 2× Platin2     | —           | 200.000    | nvpi.nl              |
| Norwegen (IFPI)                                                                              | —          | 2× Gold2   | Platin1        | —           | 100.000    | ifpi.no              |
| Österreich (IFPI)                                                                            | —          | Gold1      | —              | —           | 15.000     | ifpi.at              |
| Polen (ZPAV)                                                                                 | —          | 8× Gold8   | 6× Platin6     | —           | 375.000    | olis.pl              |
| Portugal (AFP)                                                                               | —          | Gold1      | Platin1        | —           | 15.000     | Einzelnachweise      |
| Schweden (IFPI)                                                                              | —          | 2× Gold2   | —              | —           | 40.000     | sverigetopplistan.se |
| Schweiz (IFPI)                                                                               | —          | 2× Gold2   | 3× Platin3     | —           | 90.000     | hitparade.ch         |
| Singapur (RIAS)                                                                              | —          | Gold1      | —              | —           | 5.000      | rias.org.sg          |
| Spanien (Promusicae)                                                                         | —          | 2× Gold2   | —              | —           | 60.000     | elportaldemusica.es  |
| Vereinigte Staaten (RIAA)                                                                    | —          | 3× Gold3   | —              | —           | 1.500.000  | riaa.com             |
| Vereinigtes Königreich (BPI)                                                                 | 8× Silber8 | 7× Gold7   | 47× Platin47   | —           | 30.842.000 | bpi.co.uk            |
| Insgesamt                                                                                    | 8× Silber8 | 82× Gold82 | 140× Platin140 | 2× Diamant2 |            |                      |